# Gießhübl
Gießhübl là một thị xã thuộc huyện Mödling trong bang Niederösterreich.